# Alegeri prezidențiale în Polonia, 2010
Alegerile prezidențiale din 2010 din Polonia trebuia inițial să aibă loc în toamna acestui an, la sfârșitul lui septembrie sau începutul lui octombrie. Însă, președintele în exercițiu, Lech Kaczyński a murit într-un accident aviatic petrecut la Smolensk, Rusia, la 10 aprilie 2010. În aceste condiții, președintele interimar Bronisław Komorowski a decis la 21 aprilie ca alegerile prezidențiale să aibă loc în ziua de 20 iunie 2010, întrucât Constituția impunea ca alegerile să fie anunțate în termen de două săptămâni, iar interimatul funcției să nu se prelungească cu mai mult de 60 de zile de la data anunțului.
În afara lui Lech Kaczyński, care fusese desemnat să candideze pentru realegere din partea Partidului Lege și Dreptate, Jerzy Szmajdziński, vicepreședintele Sejmului, anunțat drept candidat de Alianța Stângii Democratice, a murit și el în același accident.
În cele din urmă, din cele 23 de tentative de înregistrare, au fost înregistrate 10 candidaturi la funcția supremă în stat, dintre care candidații principali (cel mai bine cotați în sondaje și susținuți de principalele formațiuni politice din țară) au fost Bronisław Komorowski (președintele interimar) susținut de Platforma Civică, Jarosław Kaczyński (fostul prim-ministru, frate geamăn al fostului președinte decedat) susținut de Partidul Lege și Dreptate și parlamentarul Grzegorz Napieralski, susținut de Alianța Stângii Democrate, al cărei președinte este. Niciun candidat nu a obținut majoritatea voturilor, astfel că un al doilea tur de scrutin a fost organizat în ziua de 4 iulie, între candidații Jarosław Kaczyński și Bronisław Komorowski, dintre care cel de al doilea a ieșit învingător.
În aceeași zi, au avut loc și alegeri legislative parțiale, pentru a înlocui cei trei parlamentari decedați în același accident de la Smolensk, Krystyna Bochenek, Janina Fetlińska și Stanisław Zając.

## Candidați
Data de 26 aprilie a fost o dată limită pentru înregistrarea preliminară a candidaților. Pentru aceasta, fiecare era obligat să depună o listă preliminară de 1000 de semnături. Douăzeci și trei de persoane au depus aceste liste. În pasul următor, aceștia urma să depună liste de 100.000 de semnături pentru susținerea candidaturii până la 6 mai. Din cei 23 de candidați, zece au fost validați și au participat la primul tur de scrutin.
| Nume                 | Partid                                  | Foto | Nume                | Partid                             | Foto |
| -------------------- | --------------------------------------- | ---- | ------------------- | ---------------------------------- | ---- |
| Marek Jurek          | Partidul Dreapta Republicii             |      | Jarosław Kaczyński  | Partidul Lege și Dreptate          |      |
| Bronisław Komorowski | Platforma Civică                        |      | Janusz Korwin-Mikke | Partidul Libertate și Domnia Legii |      |
| Andrzej Lepper       | Partidul Autoapărarea Republicii Polone |      | Kornel Morawiecki   | independent                        |      |
| Grzegorz Napieralski | Alianța Stângii Democrate               |      | Andrzej Olechowski  | independent                        |      |
| Waldemar Pawlak      | Partidul Popular din Polonia            |      | Bogusław Ziętek     | Partidul Muncii din Polonia        |      |

## Rezultate

Rezultatele primei runde, pe regiuni

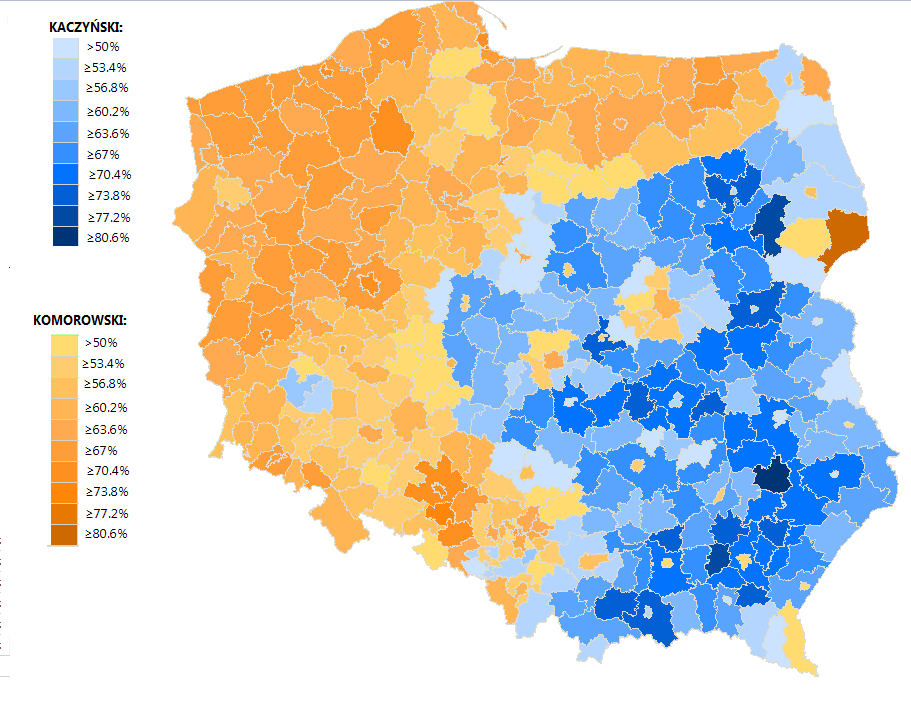
Rezultatele turului al doilea, pe regiuni

Primul tur de scrutin nu a adus un câștigător, care să fi obținut majoritatea voturilor, și astfel că un al doilea tur de scrutin se va ține în ziua de 4 iulie 2010, la care vor participa primii doi clasați, Bronisław Komorowski (care a obținut 41,54% din voturi) și Jarosław Kaczyński (care a obținut 36,46% din voturi).
| Candidați/Partide                                                                               | Primul tur | Primul tur | Al doilea tur | Al doilea tur |
| Candidați/Partide                                                                               | Voturi     | %          | Voturi        | %             |
| ----------------------------------------------------------------------------------------------- | ---------- | ---------- | ------------- | ------------- |
| Bronisław Komorowski – Platforma Civică (Platforma Obywatelska)                                 | 6.981.319  | 41,54      | 8.933.887     | 53,01         |
| Jarosław Kaczyński – Partidul Lege și Dreptate (Prawo i Sprawiedliwość)                         | 6.128.255  | 36,46      | 7.919.134     | 46,99         |
| Grzegorz Napieralski - Alianța Stângii Democrate (Sojusz Lewicy Demokratycznej)                 | 2.299.870  | 13,68      |               |               |
| Janusz Korwin-Mikke – Partidul Libertate și Domnia Legii (Wolność i Praworządność)              | 416.898    | 2,48       |               |               |
| Waldemar Pawlak – Partidul Popular din Polonia (Polskie Stronnictwo Ludowe)                     | 294.273    | 1,75       |               |               |
| Andrzej Olechowski – independent                                                                | 242.439    | 1,44       |               |               |
| Andrzej Lepper – Partidul Autoapărarea Republicii Polone (Samoobrona Rzeczypospolitej Polskiej) | 214.657    | 1,28       |               |               |
| Marek Jurek – Partidul Dreapta Republicii (Prawica Rzeczypospolitej)                            | 177.315    | 1,06       |               |               |
| Bogusław Ziętek – Sindicatul Liber "August 80" (Wolny Związek Zawodowy "Sierpień 80")           | 29.548     | 0,18       |               |               |
| Kornel Morawiecki – independent, în numele Solidarității Luptătoare (Solidarność Walcząca)      | 21.596     | 0,13       |               |               |
| Număr total de voturi pentru candidați                                                          | 16.806.170 | 100,00     | 16.853.021    | 100,00        |
| Total voturi valide                                                                             | 16.806.170 | 99,30      | 16.853.021    | 98,84         |
| Total voturi invalide                                                                           | 117.662    | 0,70       | 197.396       | 1,16          |
| Număr total de voturi                                                                           | 16.923.832 | 100,00     | 17.050.417    | 100,00        |
| Prezența la urne                                                                                | 54,94%     |            | 55,31%        |               |
| Sursa: Comisia Electorală Națională                                                             |            |            |               |               |

### Turul al doilea

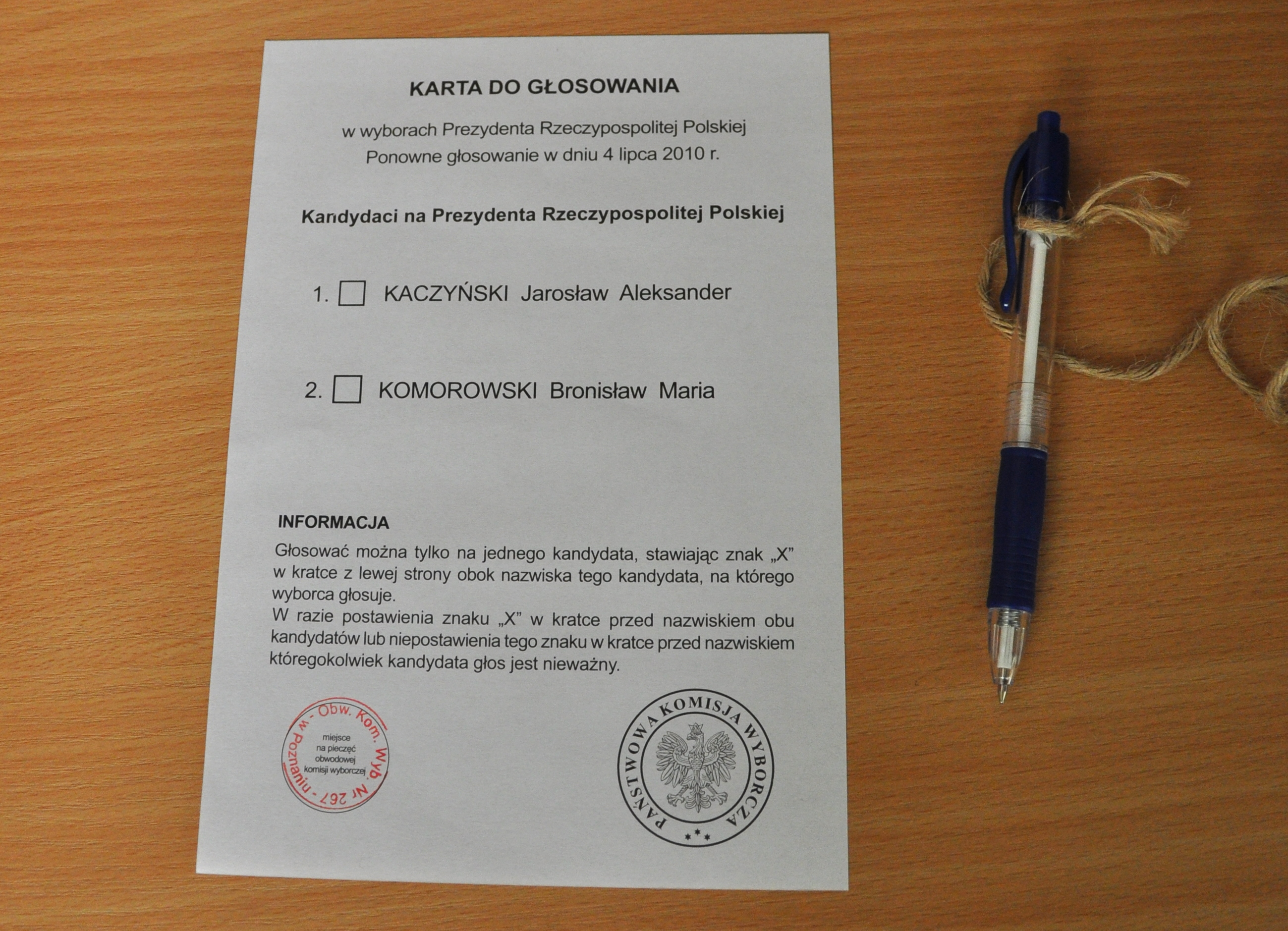
Buletin de vot pentru turul al doilea de scrutin

La scurt timp după publicarea rezultatelor exit pollurilor pentru al doilea tur de scrutin, Jarosław Kaczyński și-a recunoscut înfrângerea. Bronisław Komorowski a părut să-și anunțe victoria, declarând: „Astă seară vom deschide o sticlă mică de șampanie, iar mâine o vom deschide pe cea mare.” Exit pollurile preconizau un avantaj pentru Komorowski în fața lui Kaczyński de 53% față de 47%. A doua zi, Komorowski a fost declarat învingător în alegeri. Rezultatul final a fost de 53,01% din voturi pentru Komorowski, respectiv 46,99% pentru Kaczyński.